# Водице (Шибенишко-книнска жупания)
Вижте пояснителната страница за други значения на Водице.
Водице (на хърватски: Vodice) е град в Хърватия, в Северна Далмация, на брега на Адриатическо море. Голям туристически център.

## Общи сведения
Водице е получил името си благодарение на многобройните извори в околността. Градът се намира на 12 км северозападно от столицата на Шибенишко-книнска жупания град Шибеник. Старият град е на самия полуостров докато новият, съвременен град се е разположил на тясната полоса покрай морския бряг, където се редуват плажовете. През Водице преминава Адриатическото шосе.
Близо до Водице се намират природният парк Вранско езеро и националният парк Кърка.

## История
Известно е, че градът датира поне от римско време, когато е познат под името Арауса. Със сегашното си име се споменава от 1402 г. През 1412 г. попада под венецианска власт. Във Водице все още има запазени останки от крепостните съоръжения издигнати за защита от османските нападения по време на Венецианско-турските войни от 1570–1573 (Кипърската война) и от 1645–1669 (Критската война).
След падането на Венеция през 1797 г. Водице минава под австрийска власт, а между 1806 и 1813 е анексирана от Наполеонова Франция. От края на 1813 г. до 1918 г. отново е притежание на Австрия. В периода 1918 - 1945 г. е анексирана от Италия, от 1945 до 1991 г. е част от Югославия, а от нейния разпад до днес е в границите на Хърватия.

## Население
Според преброяването от 2001 г. населението на Водице наброява 6116 души, а на цялата община – 9047 души, от които 94,79 % са хървати.

## Забележителности
- Църквата Свети Кръст, построена през 1421 г.
- Църквата Св. Дева Кармеля построена през 1746 г. на възвишенията над Водице на около 2 км от града

## Личности свързани с Водице
- Иво Брешан, хърватски драматург и сценарист, роден във Водице през 1936